# Bistum Machala
Das Bistum Machala (lat.: Dioecesis Machalensis, span.: Diócesis de Machala) ist eine in Ecuador gelegene römisch-katholische Diözese mit Sitz in Machala. Es umfasst die Provinz El Oro.

## Geschichte
Papst Pius XII. gründete am 26. Juli 1954 die Territorialprälatur El Oro aus Gebietsabtretungen der Bistümer Guayaquil und Loja und wurde dem Erzbistum Quito als Suffraganbistum unterstellt.
Mit der Apostolischen Konstitution Venerabilis Fratris wurde es am 11. September 1961 Teil der Kirchenprovinz des Erzbistums Quito. Am 31. Januar 1969 wurde es mit der Apostolischen Konstitution Quem admodum  zum Bistum erhoben und nahm den jetzigen Namen an.

## Ordinarien

### Prälatvon El Oro
- Vicente Felicísimo Maya Guzmán (29. November 1963–31. Januar 1969)

### Bischöfe von Machala
- Vicente Felicísimo Maya Guzmán (1969–1978)
- Antonio José González Zumárraga (1978–1980)
- Néstor Rafael Herrera Heredia (1982–2010)
- Luis Antonio Sánchez Armijos SDB (2010–2012)
- Ángel Polivio Sánchez Loaiza (2013–2022)
- Vicente Horacio Saeteros Sierra (seit 2022)